# 가미사이바라촌
가미사이바라촌(上齋原村)은 오카야마현 북부 도마타군에 있던 촌이다. 
현재는 합병으로 가가미노정이 되어 촌사무소는 가가미노 정사무소 가미사이바라 진흥 센터로 되어 있다.

## 지리
주고쿠 산지에 위치해 평야 대부분은 산지로 이루어저 있었다. 돗토리현에 접했으며, 촌의 동부에 위치했던 온바라 고원은 여름엔 캠핑장 겨울은 스키장과 연중 즐길 수 있는 레저 장소이다.

## 역사
- 1889년 6월 1일 - 5개 촌이 통합과 독립하여 도마타군 가미사이바라촌이 단독으로 촌제를 시행하였다.
- 2005년 3월 1일 - 도마타군 가가미노정 (초대), 오쿠쓰정, 도미촌과 대등 합병해 신 가가미노정이 되었다.

## 교통

### 도로
- 국도 제179호선
- 국도 제482호선 (일본)(일본어판)